# Cellandning
Cellandning kan syfta på två närliggande begrepp. Ofta menar man all biologisk förbränning och energiutvinning. Rent vetenskapligt är cellandningen det sista steget i energiutvinningen, även kallad elektronkedjan (se elektrontransport och oxidativ fosforylering). En synonym till cellandning är inre andning.
Cellandningen består av delprocesserna glykolys, citronsyracykeln, elektrontransportkedjan och oxidativ fosforylering. Glykolysen sker i cytosolen; de andra delprocesserna sker i omgivningen till det inre membranet i mitokondrien.
Cellandningen omvandlar kemisk energi i socker och syre till kemisk energi i ATP. ATP är en form som cellen kan använda direkt i de flesta av de processer som kräver energitillskott.  I cellandningen omvandlas druvsocker och syre (bränslet) till koldioxid, vatten (restprodukter) och energi. Huvuddelen av ATP-genereringen sker i oxidativ fosforylering.
Oxidativ fosforylering är slutsteget i en kedja av energiomvandlingar (se även tabellen nedan): 
energirik molekyl → elektron i elektronbärare → hög protonkoncentration → ATP

## Översiktstabell
| Namn                                               | Omvandling                                                                                      | Beskrivning | Energiutbyte per glykosmolekyl            |
| -------------------------------------------------- | ----------------------------------------------------------------------------------------------- | --- | ----------------------------------------- |
| Glykolys                                           | Glykos + 2 NAD+ + 2 ADP + 2 Pi → 2 NADH + 2 Pyruvat + 2 ATP + 2 H2O + 2 H+                      | I ungefär 10 steg sönderdelas en molekyl glykos till två molekyler pyruvat. | 2 ATP och 2 NADH                          |
| Länkreaktionen (Link Reaction)                     | Pyruvat + NAD+ + CoA-SH → Acetyl-CoA + NADH + CO2                                               | Reaktion som utförs av enzymet pyruvatdehydrogenas | 2 NADH                                    |
| Citronsyracykeln (Krebs Cycle)                     | Acetyl-CoA + 3 NAD+ + FAD + GDP + P + 2 H2O → CoA-SH + 3 NADH + H+ + FADH2 + GTP + 2 CO2 + 3 H+ | Först sammanförs en molekyl acetyl CoA med en molekyl oxaloacetat. Under citronsyracykelns åtta steg avspjälkas 2 koldioxid och oxaloacetat återbildas. | 6 NADH, 2 FADH och 2 ATP (via GTP)        |
| Elektrontransportkedjan (Electron Transport Chain) | NADH + H+ + (1/2) O2 → H2O + NAD+                                                               | En elektron med hög energi flyttas från elektronbärare till elektronbärare i ungefär 8 steg. I tre av dessa kan laddningsomflyttningen användas för att förflytta 2 protoner över ett membran. På detta sätt byggs en laddningsskillnad upp, som fungerar som ett elektriskt batteri. | 44 protoner transporterade över membranet |
| Oxidativ fosforylering                             | ADP + PO2 → ATP                                                                                 | Ett protein (ATP-syntas) släpper tillbaka 2 av de protoner som hopats på ena sidan av membranet. Den energi som protonerna förlorar används till att producera en ATP. Varje NADH renderar i tre ATP och varje FADH renderar i 2 ATP, vilket ger 3*10 ATP + 2*2 ATP.                  | 34 ATP                                    |

Totalt: 38 ATP (motsvarar 1,14 MJ)
Cellandning: C6H12O6(druvsocker) + 6O2 →  6H2O + 6CO2 + energi (ATP)